# بودجورسيني
بودجورسيني (بالإيطالية: Poggiorsini)‏ هي بلدة وبلدية في مقاطعة باري في إقليم بوليا في جنوب إيطاليا.

## السكان
في سنة 1861 بلغ عدد السكان 278 نسمة، وتطور العدد ليصل في سنة 2011 لـ 1٬418 نسمة.
يظهر هذا المخطط البياني تطور النمو السكاني لـ بودجورسيني